# Samet Akaydin
Samet Akaydın (Trebisonda, 13 marzo 1994) è un calciatore turco, difensore del Çaykur Rizespor e della nazionale turca.

## Carriera

### Club
Cresciuto calcisticamente nelle giovanili di varie società turche, nel 2013 ha firmato il suo primo contratto da professionista con l'Arsinspor, in quarta divisione. L'anno successivo si è trasferito al Sancaktepe, giocando per tre stagioni in quarta divisione e una in terza divisione. Nel 2018 viene acquistato dal Şanlıurfaspor, altro club della terza divisione turca. Nel 2019 firma con il Keçiörengücü, giocando per una stagione e mezza in seconda divisione. Nel gennaio 2021 si accasa all'Adana Demirspor, con cui al termine della stagione ottiene la promozione in massima serie.

### Nazionale
Nel 2022 ha esordito in nazionale.

## Statistiche

### Presenze e reti nei club
Statistiche aggiornate all'11 dicembre 2024.
| Stagione               | Squadra                | Campionato             | Campionato | Campionato | Coppe nazionali | Coppe nazionali | Coppe nazionali | Coppe continentali | Coppe continentali | Coppe continentali | Altre coppe | Altre coppe | Altre coppe | Totale | Totale |
| Stagione               | Squadra                | Comp                   | Pres       | Reti       | Comp            | Pres            | Reti            | Comp               | Pres               | Reti               | Comp        | Pres        | Reti        | Pres   | Reti   |
| ---------------------- | ---------------------- | ---------------------- | ---------- | ---------- | --------------- | --------------- | --------------- | ------------------ | ------------------ | ------------------ | ----------- | ----------- | ----------- | ------ | ------ |
| 2013-2014              | Arsinspor              | 3L                     | 4          | 0          | CT              | 0               | 0               | -                  | -                  | -                  | -           | -           | -           | 4      | 0      |
| 2014-2015              | Sancaktepe             | 3L                     | 33         | 3          | CT              | 1               | 0               | -                  | -                  | -                  | -           | -           | -           | 34     | 3      |
| 2015-2016              | Sancaktepe             | 3L                     | 34         | 3          | CT              | 1               | 0               | -                  | -                  | -                  | -           | -           | -           | 35     | 3      |
| 2016-2017              | Sancaktepe             | 3L                     | 32         | 0          | CT              | 7               | 0               | -                  | -                  | -                  | -           | -           | -           | 39     | 0      |
| 2017-2018              | Sancaktepe             | 2L                     | 32         | 2          | CT              | 0               | 0               | -                  | -                  | -                  | -           | -           | -           | 32     | 2      |
| Totale Sancaktepe      | Totale Sancaktepe      | Totale Sancaktepe      | 131        | 8          |                 | 9               | 0               |                    | -                  | -                  |             | -           | -           | 140    | 8      |
| 2018-2019              | Şanlıurfaspor          | 2L                     | 34         | 3          | CT              | 0               | 0               | -                  | -                  | -                  | -           | -           | -           | 34     | 3      |
| 2019-2020              | Keçiörengücü           | 1L                     | 33         | 3          | CT              | 0               | 0               | -                  | -                  | -                  | -           | -           | -           | 33     | 3      |
| 2020-gen. 2021         | Keçiörengücü           | 1L                     | 16         | 1          | CT              | 0               | 0               | -                  | -                  | -                  | -           | -           | -           | 16     | 1      |
| Totale Keciorengucu    | Totale Keciorengucu    | Totale Keciorengucu    | 49         | 4          |                 | 0               | 0               |                    | -                  | -                  |             | -           | -           | 49     | 4      |
| gen.-giu. 2021         | Adana Demirspor        | 1L                     | 6          | 0          | CT              | -               | -               | -                  | -                  | -                  | -           | -           | -           | 6      | 0      |
| 2021-2022              | Adana Demirspor        | SL                     | 33         | 2          | CT              | 2               | 1               | -                  | -                  | -                  | -           | -           | -           | 35     | 3      |
| 2022-gen. 2023         | Adana Demirspor        | SL                     | 16         | 2          | TK              | 1               | 0               | -                  | -                  | -                  | -           | -           | -           | 17     | 2      |
| Totale Adana Demirspor | Totale Adana Demirspor | Totale Adana Demirspor | 55         | 4          |                 | 3               | 1               |                    | -                  | -                  |             | -           | -           | 58     | 5      |
| gen.-giu. 2023         | Fenerbahçe             | SL                     | 17         | 0          | TK              | 4               | 0               | UEL                | 2                  | 0                  | -           | -           | -           | 23     | 0      |
| 2023-gen. 2024         | Fenerbahçe             | SL                     | 10         | 0          | TK              | 0               | 0               | UECL               | 1                  | 0                  | -           | -           | -           | 11     | 0      |
| gen.-giu. 2024         | Panathīnaïkos          | SLE                    | 6+6        | 0          | KE              | 3               | 0               | -                  | -                  | -                  | -           | -           | -           | 15     | 0      |
| 2024-2025              | Fenerbahçe             | SL                     | 5          | 1          | TK              | 0               | 0               | UEL                | 2                  | 0                  | -           | -           | -           | 7      | 1      |
| Totale Fenerbahce      | Totale Fenerbahce      | Totale Fenerbahce      | 32         | 1          |                 | 4               | 0               |                    | 5                  | 0                  |             | -           | -           | 41     | 1      |
| Totale carriera        | Totale carriera        | Totale carriera        | 317        | 20         |                 | 19              | 1               |                    | 5                  | 0                  |             | -           | -           | 341    | 21     |

### Cronologia presenze e reti in nazionale
| Cronologia completa delle presenze e delle reti in nazionale ― Turchia | Cronologia completa delle presenze e delle reti in nazionale ― Turchia | Cronologia completa delle presenze e delle reti in nazionale ― Turchia | Cronologia completa delle presenze e delle reti in nazionale ― Turchia | Cronologia completa delle presenze e delle reti in nazionale ― Turchia | Cronologia completa delle presenze e delle reti in nazionale ― Turchia | Cronologia completa delle presenze e delle reti in nazionale ― Turchia | Cronologia completa delle presenze e delle reti in nazionale ― Turchia |
| Data                                                                   | Città                                                                  | In casa                                                                | Risultato                                                              | Ospiti                                                                 | Competizione                                                           | Reti                                                                   | Note                                                                   |
| ---------------------------------------------------------------------- | ---------------------------------------------------------------------- | ---------------------------------------------------------------------- | ---------------------------------------------------------------------- | ---------------------------------------------------------------------- | ---------------------------------------------------------------------- | ---------------------------------------------------------------------- | ---------------------------------------------------------------------- |
| 19-11-2022                                                             | Gaziantep                                                              | Turchia                                                                | 2 – 1                                                                  | Rep. Ceca                                                              | Amichevole                                                             | -                                                                      |                                                                        |
| 12-10-2023                                                             | Osijek                                                                 | Croazia                                                                | 0 – 1                                                                  | Turchia                                                                | Qual. Euro 2024                                                        | -                                                                      |                                                                        |
| 15-10-2023                                                             | Konya                                                                  | Turchia                                                                | 4 – 0                                                                  | Lettonia                                                               | Qual. Euro 2024                                                        | -                                                                      |                                                                        |
| 21-11-2023                                                             | Cardiff                                                                | Galles                                                                 | 1 – 1                                                                  | Turchia                                                                | Qual. Euro 2024                                                        | -                                                                      |                                                                        |
| 22-3-2024                                                              | Budapest                                                               | Ungheria                                                               | 1 – 0                                                                  | Turchia                                                                | Amichevole                                                             | -                                                                      | 57’                                                                    |
| 10-6-2024                                                              | Varsavia                                                               | Polonia                                                                | 2 – 1                                                                  | Turchia                                                                | Amichevole                                                             | -                                                                      |                                                                        |
| 18-6-2024                                                              | Dortmund                                                               | Turchia                                                                | 3 – 1                                                                  | Georgia                                                                | Euro 2024 - 1º turno                                                   | -                                                                      |                                                                        |
| 22-6-2024                                                              | Dortmund                                                               | Turchia                                                                | 0 – 3                                                                  | Portogallo                                                             | Euro 2024 - 1º turno                                                   | -                                                                      | 42’ 75’                                                                |
| 26-6-2024                                                              | Amburgo                                                                | Rep. Ceca                                                              | 1 – 2                                                                  | Turchia                                                                | Euro 2024 - 1º turno                                                   | -                                                                      | 85’                                                                    |
| 6-7-2024                                                               | Berlino                                                                | Paesi Bassi                                                            | 2 – 1                                                                  | Turchia                                                                | Euro 2024 - Quarti di finale                                           | 1                                                                      | 82’                                                                    |
| 14-10-2024                                                             | Reykjavík                                                              | Islanda                                                                | 2 – 4                                                                  | Turchia                                                                | UEFA Nations League 2024-2025 - 1º turno                               | -                                                                      | 89’                                                                    |
| 19-11-2024                                                             | Nikšić                                                                 | Montenegro                                                             | 3 – 1                                                                  | Turchia                                                                | UEFA Nations League 2024-2025 - 1º turno                               | -                                                                      | 46’                                                                    |
| 20-3-2025                                                              | Istanbul                                                               | Turchia                                                                | 3 – 1                                                                  | Ungheria                                                               | UEFA Nations League 2024-2025 - Play-off                               | -                                                                      |                                                                        |
| 23-3-2025                                                              | Budapest                                                               | Ungheria                                                               | 0 – 3                                                                  | Turchia                                                                | UEFA Nations League 2024-2025 - Play-off                               | -                                                                      |                                                                        |
| Totale                                                                 |                                                                        | Presenze                                                               | 14                                                                     |                                                                        | Reti                                                                   | 1                                                                      |                                                                        |

## Palmarès

### Club

#### Competizioni nazionali
- TFF 1. Lig: 1

Adana Demirspor: 2020-2021
- Coppa di Turchia: 1

Fenerbahçe: 2022-2023